# Complejo de Creso
El complejo de Creso se manifiesta como la búsqueda enfermiza de superioridad mediante el despilfarro de dinero y las dádivas generosas.

## Referencia histórica
Creso fue el último rey de Lidia y es conocido como un monarca poseedor de increíbles riquezas que sobreestimó la superioridad de su reino estable pero pequeño ante el colosal Imperio aqueménida de Ciro el Grande, Creso desafió a las huestes persas y al final luego de la batalla de Sardes Creso cayó prisionero y Lidia se convirtió en una satrapía aquémenida en Anatolia.
El nombre está vinculado a decisiones desacertadas en función del uso exagerado del dinero y la influencia.  El complejo de Creso está relacionado con el fanfarroneo de poder por el derroche de dinero.  Es el aparentar mucho poder por el gasto excesivo, por ejemplo: Obsequiar cuantiosas propinas.
Creso hacía gala de enorme poder por el derroche de dinero, incluso algunos autores clásicos lo consideraron un ignorante, fanfarrón y ridículo como tal.

## Descripción patológica
El complejo de Creso se comprende como un complejo de superioridad per se que sale a la luz en forma de derroche económico; gastando sin pensar (consumismo), haciendo regalos apabullantes o dejando propinas astronómicas.  El complejo sólo produce satisfacción cuando es notorio, si no es percibo por los demás, entonces el derroche no tiene sentido.
El objeto de las personas que lo padecen es el de sobresalir, creerse encima de los demás y recibir la admiración de aquellos.  Como todo complejo de superioridad, lo que esconde de trasfondo, es un complejo de inferioridad y una persona repleta de inseguridades y temores.
A través de su derroche las personas que lo padecen se sienten poderosas, regias, con más valor y, de esa cuenta, ser admiradas por el resto de gente.  Se aprecia un crónico nivel de baja autoestima, porque la persona no se define por quien es sino por el dinero que tiene o aparenta poseer.